# Renegade (Valleyfair)
Pour les articles homonymes, voir Renegade.
Renegade sont des montagnes russes en bois du parc Valleyfair, situé à Shakopee, dans le Minnesota, aux États-Unis. Elles ont été construites par Great Coasters International et ont ouvert le 12 mai 2007.
L'attraction, qui a coûté environ 6,5 millions de dollars, est exposée aux crues annuelles de la rivière Minnesota.

## Parcours

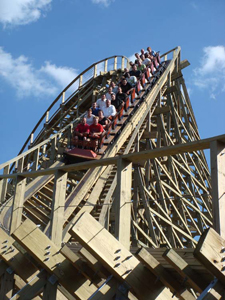
La première descente en S.

Le parcours de Renegade commence par un lift hill d'une hauteur de 29,7 mètres et les trains atteignent une vitesse maximale de 82,6 km/h. Il a une longueur de 948,8 mètres et dure 2 minutes. Le parcours est une combinaison entre des montagnes russes aller & retour et des montagnes russes twister.
Renegade a deux particularités. La première descente a une forme de S. Elle commence par aller dans une direction et, à la moitié de la descente, elle tourne dans la direction opposée. Avant de rejoindre la gare, le train fait un fly-through station à haute vitesse.

## Trains
Renegade a deux trains de douze wagons. Les passagers sont placés à deux sur un seul rang, pour un total de vingt-quatre passagers par train. Renegade fait partie des premières montagnes russes à utiliser des trains Millenium Flyer, des trains conçus par Great Coasters International pour que le parcours soit plus doux.

## Classements
| Rang | 35 | 45 | 42 | 26 |

| Rang | 19 | 26 | 26 | 18 | 24 |